# テイケイグループ杯俊英戦
テイケイグループ杯俊英戦（テイケイグループはいしゅんえいせん）は、日本の囲碁の棋戦。25歳以下の棋士のみが出場できる若手棋戦（公式戦）である。
テイケイの協賛を得て、レジェンド戦・女流レジェンド戦とともに2021年に創設。創設時の棋戦名は「テイケイ杯俊英戦」で、第3回から協賛がテイケイグループ各社に広がったことで現名称となった。決勝三番勝負は竜星スタジオで行われる。

## 概要
- 主催：日本棋院
- 協賛：テイケイグループ[注 1]（第3回- 。第1-2回はテイケイ株式会社のみが協賛）
- 協力：関西棋院、囲碁・将棋チャンネル
- 賞金：1000万円

### 出場棋士
日本棋院または関西棋院所属の、予選開始年の4月1日時点で25歳以下の棋士が出場する。新人王戦や若鯉戦とは異なり段位制限が無く、七大タイトル保持者らでも年齢制限さえ満たせば参加可能である。ただし、一度優勝を経験した棋士は次期以降の出場権を失う（新人王戦と同じ）。第3回大会までは3回とも七大タイトル保持者が優勝している。

### 方式
予選を突破した棋士が、2つのリーグに分かれて総当たりのリーグ戦を行う。七大タイトル保持者にはシード権が与えられ、予選決勝戦からの出場。リーグの定員は各6名で、6日間で5局を消化する。両リーグの首位で決勝三番勝負を行い、優勝者を決定する。リーグ残留規定は無し。
持ち時間は、本戦及び決勝戦は2時間、予選1時間。コミ6目半。短期集中の日程や短めの持ち時間は、いずれも国際棋戦を意識したもの。

## 結果
年は決勝戦の行われる年が基準。リーグ戦は前年に行われる。

### 決勝三番勝負
○●は優勝者から見た勝敗。
| 回 | 開催年 | 優勝         | 勝敗 | 準優勝       |
| -- | ------ | ------------ | ---- | ------------ |
| 1  | 2022年 | 許家元十段   | ○○   | 芝野虎丸九段 |
| 2  | 2023年 | 一力遼棋聖   | ○○   | 芝野虎丸名人 |
| 3  | 2024年 | 芝野虎丸名人 | ○○   | 関航太郎九段 |
| 4  | 2025年 | 三浦太郎四段 | ○○   | 酒井佑規六段 |

### リーグ戦
| 回 | 年   | Aリーグ  | Aリーグ    | Aリーグ  | Aリーグ    | Aリーグ    | Aリーグ  | Bリーグ  | Bリーグ  | Bリーグ  | Bリーグ    | Bリーグ  | Bリーグ  |
| 回 | 年   | 1位      | 2位        | 3位      | 4位        | 5位        | 6位      | 1位      | 2位      | 3位      | 4位        | 5位      | 6位      |
| -- | ---- | -------- | ---------- | -------- | ---------- | ---------- | -------- | -------- | -------- | -------- | ---------- | -------- | -------- |
| 1  | 2022 | 芝野虎丸 | 一力遼     | 小山空也 | 上野愛咲美 | 今分太郎   | 阿部良希 | 許家元   | 広瀬優一 | 佐田篤史 | 鶴田和志   | 大竹優   | 大西研也 |
| 2  | 2023 | 芝野虎丸 | 大竹優     | 酒井佑規 | 西健伸     | 福岡航太朗 | 阿部良希 | 一力遼   | 田中康湧 | 関航太郎 | 藤沢里菜   | 三浦太郎 | 村本渉   |
| 3  | 2024 | 芝野虎丸 | 張瑞傑     | 仲邑菫   | 藤沢里菜   | 大竹優     | 渡辺由宇 | 関航太郎 | 広瀬優一 | 六浦雄太 | 上野愛咲美 | 三戸秀平 | 西村仁   |
| 4  | 2025 | 酒井佑規 | 上野愛咲美 | 田中康湧 | 辻篤仁     | 大竹優     | 田中佑樹 | 三浦太郎 | 六浦雄太 | 広瀬優一 | 小池芳弘   | 今分太郎 | 加藤千笑 |